# Banksia rosserae
Banksia rosserae är en tvåhjärtbladig växtart som beskrevs av Olde & Marriott. Banksia rosserae ingår i släktet Banksia och familjen Proteaceae. Inga underarter finns listade i Catalogue of Life.